# Chancery Lane (métro de Londres)
Chancery Lane est une station de la Central line du métro de Londres, en zone 1. Elle est située à Holborn dans le borough londonien de Camden.

## Services aux voyageurs

### Desserte

Installations et desserte
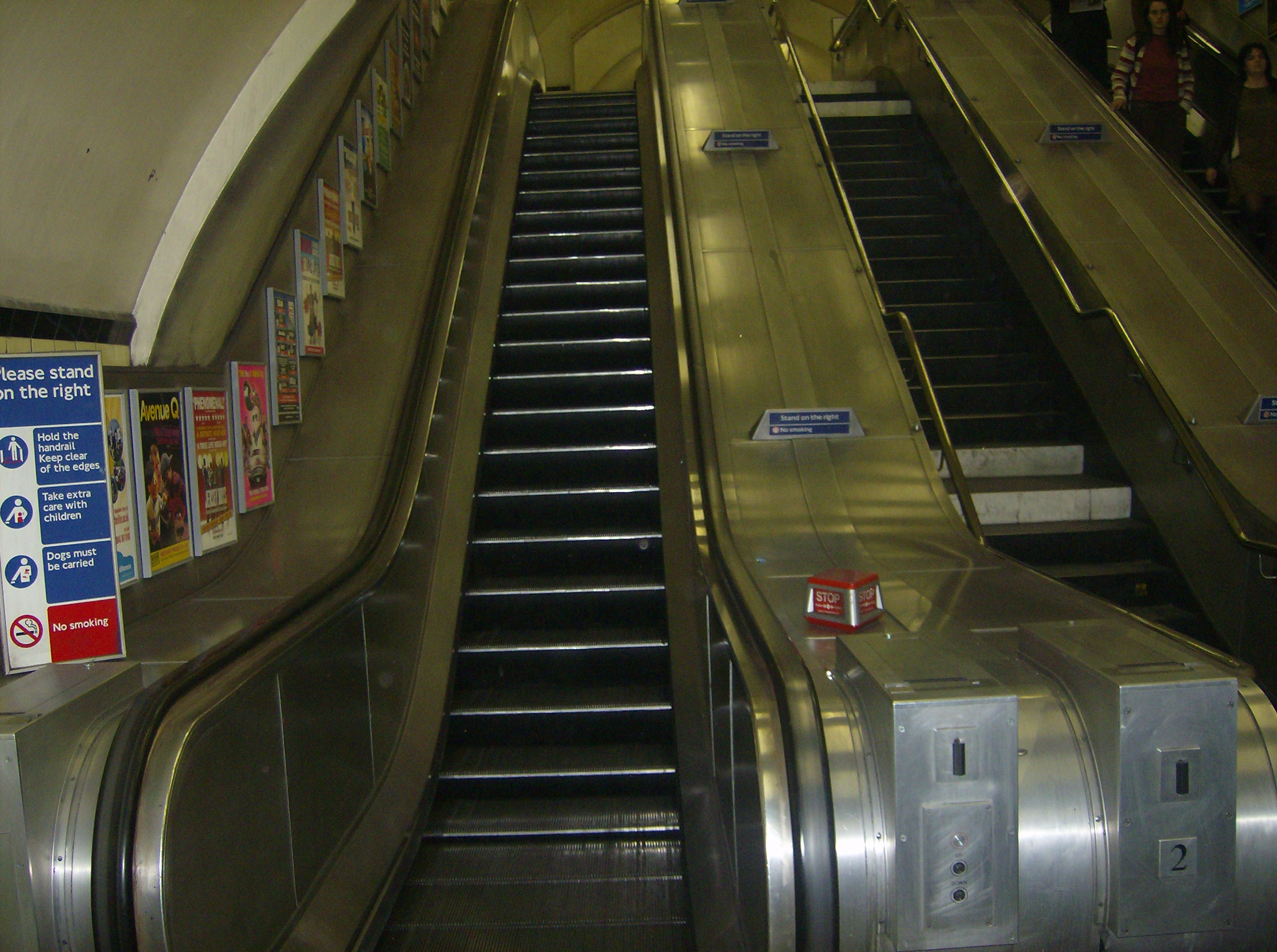
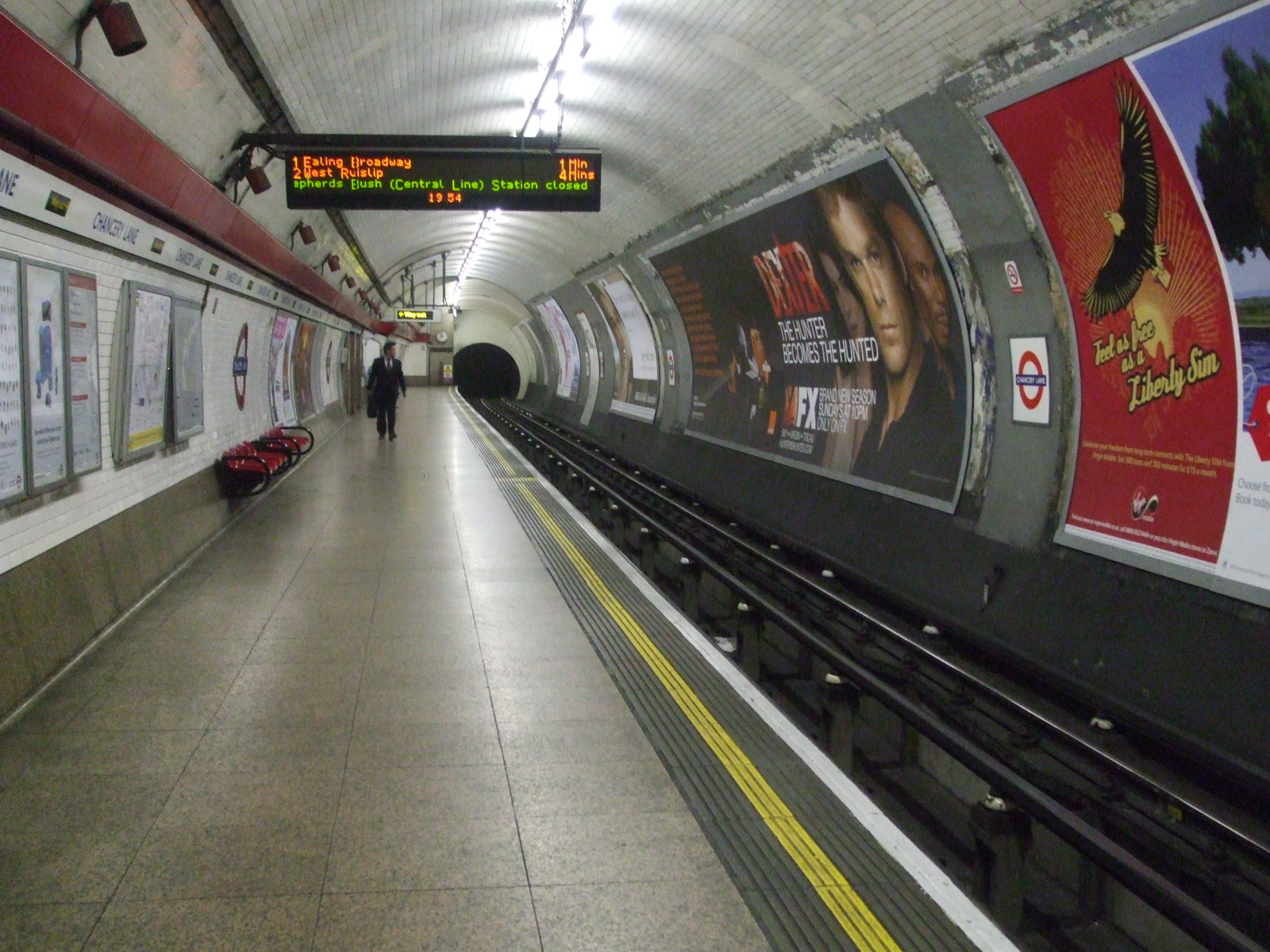
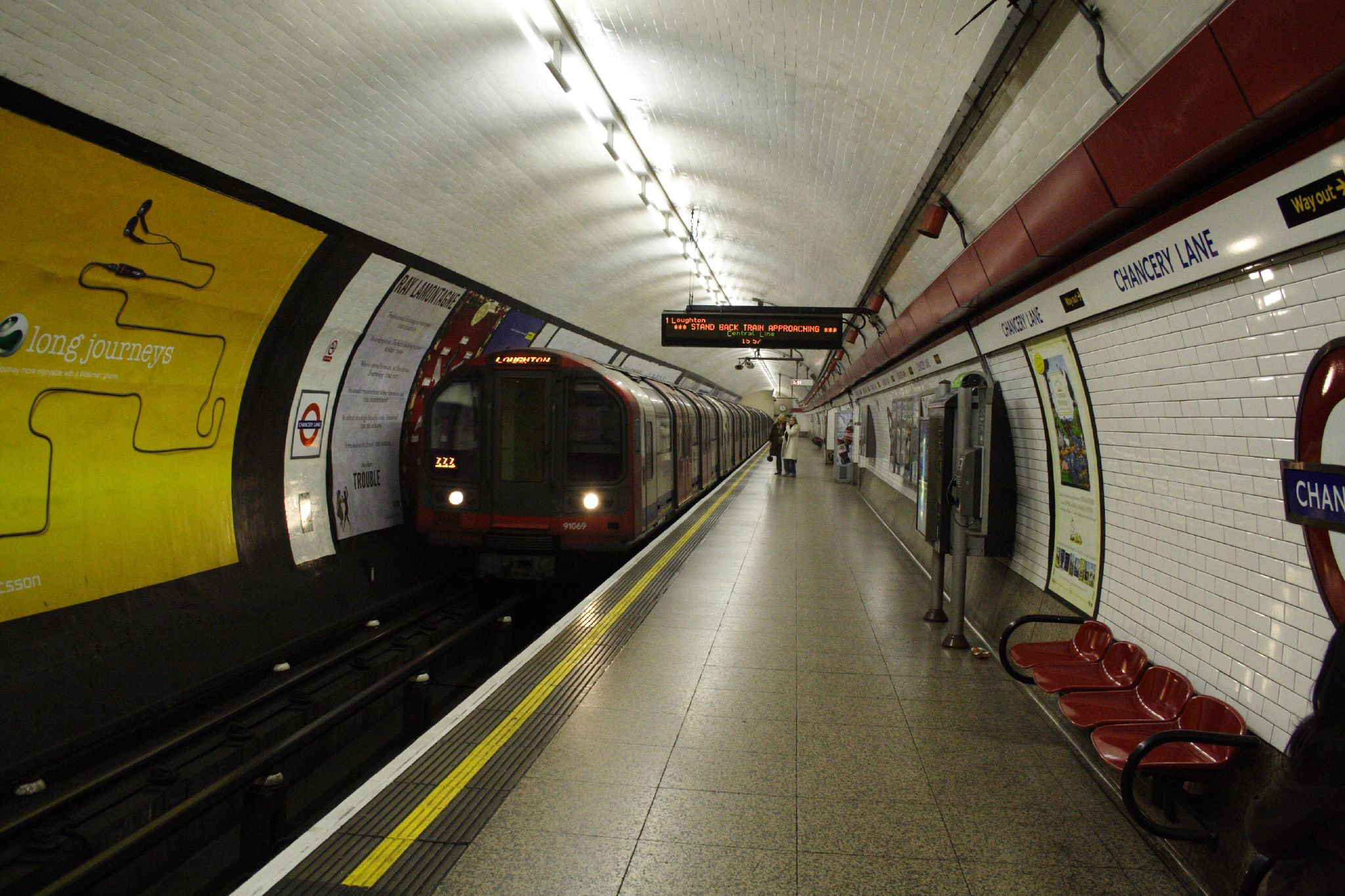

## À proximité
- Holborn